# Kölner Fechtbuch
Kölner Fechtbuch er en historiske fægtemanual, der tidligere har været opbevaret på Historisches Archiv der Stadt Köln (Best. 7020, 150; tidligere W* 8 150, endnu tidligere W. IX 16, fra Ferdinand Franz Wallrafs samling). Den er i dag forsvundet, og man antager at den blev ødelagt, da bygningen kollapsede den 3. marts 2009.
Manuskriptet var på papir indbundet i en side af velin taget fra en evangeliebog far 1200-tallet. På de 23 folia var der beskrevet instruktioner til kampkunst opdelt i fem dele, som var løs forbundet med den tyske fægteskole. Sproget viser indflydelser fra ripuarisk dialekt, og det er sandsynligt, at manuskriptet blev nedskrevet i Köln-området i begyndelsen af 1500-tallet.
De fem dele i manualen omhandler langsværd, ubevæbnet kamp (grappling), messer og daggert, vildsvinespyd og stav.
Manuskriptet blev redigeret i faksimile og transskriberet af Bauer (2009).